# Festival dei Due Mondi
Il Festival dei Due Mondi, conosciuto anche con il nome di Spoleto Festival, è una manifestazione internazionale di musica, arte, cultura e spettacolo che si svolge annualmente nella città di Spoleto, dal 1958.

## Storia
Fondatore del Festival dei Due Mondi di Spoleto è il maestro compositore Gian Carlo Menotti (scomparso nel 2007), che istituì la manifestazione nel 1958. Dalla metà degli anni novanta e fino al 2007, direttore artistico è stato il figlio adottivo Francis Menotti. Prima di lui si ricordano le direzioni di Romolo Valli e di Raffaello De Banfield. Dal 2007 al 2020 ci fu la direzione artistica del maestro Giorgio Ferrara.
Menotti scelse Spoleto come sede del festival per vari motivi: dimensione di un centro storico raccolto (a misura d'uomo), la presenza dei due teatri all'italiana, la scoperta di un teatro romano e soprattutto la presenza della piazza del Duomo, architettonicamente un teatro all'aperto silenzioso e immutato nel tempo.
Gli artisti e personaggi che vi hanno preso parte appartengono al settore della prosa, della lirica, della danza, dell'arte marionettistica, dell'arte oratoria, della musica, del cinema e della pittura. Negli anni ottanta è stata istituita anche la rassegna medico-scientifica Spoletoscienza, ai quali congressi prendono parte scienziati e ricercatori.
Agli inizi del decennio 2000 vanno maturando attriti interni alla gestione finanziaria e amministrativa.
Il 29 giugno 2007 prese il via la cinquantesima edizione del Festival, la prima senza la presenza del fondatore Gian Carlo Menotti, scomparso pochi mesi prima: per l'occasione venne riportata in scena la sua opera Maria Golovin.
Nell'autunno del 2007 il ministro dei beni culturali in carica Francesco Rutelli, chiamato in causa a trovare soluzione agli annosi attriti interni della gestione della macchina del festival, assegna a Giorgio Ferrara l'incarico di rilanciare l'evento e lo nomina direttore artistico.
Dopo, nel 2020 viene nominata per 5 anni nuova direttrice del Festival dei Due Mondi Monique Veaute, già direttrice di Palazzo Grassi.

## Caratteristiche
Di seguito l'elenco delle sedi in cui si svolgono le manifestazioni:
- al Teatro Nuovo "Gian Carlo Menotti" sono maggiormente rappresentate opere liriche e spettacoli di prosa
- il Teatro Caio Melisso è sede di concerti e di altri spettacoli di prosa
- il Teatro romano è il palcoscenico del balletto
- il Teatrino delle sei è sede di spettacoli di avanguardia, danza moderna, mostre, installazioni, performance e concerti
- il Complesso monumentale di San Nicolò è sede di conferenze, spettacoli e concerti
- il Cortile della Rocca albornoziana è lo scenario di concerti e di spettacoli di prosa
- la famosa Piazza del Duomo è lo scenario della Maratona di Danza e dei Concerti di gala e di chiusura
- la chiesa di Sant'Eufemia è sede dei concerti notturni di musica sacra
- l'Auditorium della Stella, all'interno del Complesso monumentale dell'Anfiteatro, è sede di concerti, convegni e letture
- Spoletosfera per spettacoli off, conferenze, recital, mostre d'arte, happening, installazioni, performance e concerti
- Villa Redenta è sede di spettacoli di prosa, di concerti e mostre
- la Sala Pegasus per concerti, mostre, installazioni.

Di fatto il Festival dei Due Mondi è padre e mentore di altri due analoghi eventi che si svolgono all'estero: lo Spoleto Festival Usa (comunemente chiamato Piccolo Spoleto Festival) di Charleston (Carolina del Sud), fondato nel 1977, e l'australiano Melbourne International Arts Festival, fondato nel 1986. Ambedue gli eventi hanno visto tra i propri fondatori lo stesso maestro Gian Carlo Menotti, che ne è stato anche il direttore artistico rispettivamente per diciassette e per tre anni. Le edizioni estere non sono repliche di quelle italiane, né hanno a capo la stessa amministrazione dell'edizione italiana.
Il festival abitualmente si svolge dall'ultimo venerdì di giugno fino alla terza domenica successiva, che cade a metà del mese di luglio e si conclude con il tradizionale Concerto in Piazza del Duomo, nel quale, anno dopo anno, si esibiscono le orchestre filarmoniche più prestigiose del mondo.
La durata complessiva è di norma diciassette giorni.

## Persone legate al festival
Era "Menotti" (1958-2007)
- Tennessee Williams
- Jerome Robbins
- Gianpistone
- John Butler (coreografo)
- Luchino Visconti
- Luca Ronconi
- Paolo Terni
- Tomas Milian
- Eduardo De Filippo
- Roberto De Simone e la Nuova Compagnia di Canto Popolare
- Rudolf Nurejev
- Carla Fracci
- Thomas Schippers (le cui ceneri sono tumulate nella piazza del duomo di Spoleto, dove egli diresse molti concerti di chiusura del Festival)
- Romolo Valli
- Ken Russell
- Nino Rota
- Roman Polański
- Ezra Pound
- Vittorio Gassman
- Arnoldo Foà
- Luciano Pavarotti
- Joaquín Cortés
- Kathleen Battle
- Dario Fo e Franca Rame
- Bartabas
- Mariangela Melato
- Leyla Gencer
- Maria Rosaria Omaggio

Uno dei primi eventi di rilievo fu la mostra Sculture nella città curata da Giovanni Carandente, in programma nell'edizione del 1962; per l'occasione vennero invitati a esporre più di cinquanta scultori. Finita la rassegna, alcune delle opere in mostra furono donate dagli autori alla città e lasciate nella loro collocazione originaria; tra loro il Teodelapio di Alexander Calder (antistante la stazione ferroviaria).
Nell'edizione del 1969 debuttò lo spettacolo l'Orlando Furioso dell'allora emergente regista Luca Ronconi (presso la neorestaurata Chiesa di San Nicolò).
Altra mostra importante fu quella fotografica dedicata a Wilhelm von Gloeden "l'Eredità di Von Gloeden" nell'edizione del 1978.
Nelle edizioni degli anni 90, tra gli eventi di maggior rilievo vanno ricordati il debutto di Camper di e con Vittorio Gassman nel 1994, il debutto dello spettacolo Pasion Gitana del ballerino di flamenco Joaquín Cortés nel 1995, lo spettacolo di tip tap "Tap Dogs" dell'australiano Dein Perry nell'edizione del 1996, il Concerto Straordinario di Luciano Pavarotti nel 1997, lo spettacolo Eclipse del Teatro Equestre Zingarò di Bartabas presentato in esclusiva per l'Italia nel 1999 e lo spettacolo La Ruota della Fortuna dei monaci guerrieri Shaolin in programma nella XLIII edizione (2000).
Era Ferrara (2008 - oggi)
- Franca Valeri
- Robert Wilson
- Adriana Asti
- Tim Robbins
- Willem Dafoe[11]
- Gérard Depardieu[12]
- Mikhail Baryshnikov[13]
- Riccardo Muti[14]
- Lucrezia Lante della Rovere[15]
- Eleonora Abbagnato[16]
- Sara Baras[17]
- Juliette Grecò[18]
- Alessio Boni[19]
- Lorenzo Salveti
- Valerio Binasco
- Michele Placido
- Jeff Mills
- Antonio Pappano
- Stefano Bollani
- Roberto Bolle
- Emma Dante
- Liliana Cavani
- Marion Cotillard[20]

## Centro di documentazione del Festival
L'abitazione a Spoleto di Giancarlo Menotti, situata in piazza del Duomo, è stata acquistata nel 2010 dalla "Fondazione Monini", ed è diventata sede del Centro di documentazione del Festival dei Due Mondi: si tratta di un piccolo museo denominato "Casa Menotti" di circa 160 m² inaugurato nel giugno del 2011 e gestito dalla Fondazione Monini con la collaborazione del comune di Spoleto e della Fondazione Festival dei Due Mondi. Al suo interno, oltre al pianoforte del maestro Menotti, sono conservati i manifesti, firmati da illustri artisti, che a partire dal 1958, hanno caratterizzato le varie edizioni del Festival:
- 1958 Luciano Miori
- 1959 Luciano Miori
- 1960 Studio artistico-tipolitografico Antonio Minelli. Riproduzione del manifesto stampato nell'anno 1864 per l'inaugurazione del Teatro Nuovo.
- 1961 Raffaele Josephy
- 1962 Marino Marini
- 1963 Lila De Nobili
- 1964 Luciano Miori
- 1965 Ben Shahn
- 1966 Eugene Berman
- 1967 Richard Lindner
- 1968 Robert Motherwell
- 1969 Saul Steinberg
- 1970 Giacomo Manzù
- 1971 Giuseppe Capogrossi
- 1972 Helen Frankenthaler
- 1973 Alberto Burri
- 1974 Willem De Kooning
- 1975 Afro
- 1976 David Horkney
- 1977 Jean Michel Folon
- 1978 Giuseppe De Gregorio
- 1979 Pietro Consagra
- 1980 Cy Twombly
- 1981 Joan Miró
- 1982 Henry Moore
- 1983 Mario Ceroli
- 1984 Leonardo Cremonini
- 1985 Jasper Johns
- 1986 Sidney Nolan
- 1987 Emilio Vedova
- 1989 Carlo Maria Mariani
- 1990 Rufino Tamayo
- 1997 Valerio Adami
- 1998 Niki de Saint Phalle
- 1999 Matta
- 2000 Milena Barilli
- 2001 Balthus
- 2002 Lila De Nobili
- 2003 Odd Nerdrum
- 2004 Pere Borrell del Caso
- 2005 Demetrios Psillos
- 2006 Igor Mitoraj
- 2007 Igor Mitoraj
- 2008 Eugenia Immagine Strategia
- 2009 Robert Wilson
- 2010 Francesco Clemente
- 2011 Luigi Ontani
- 2012 Julian Schnabel
- 2013 Sandro Chia
- 2014 Arshile Gorky
- 2015 Fernando Botero
- 2016 Maurizio Savini
- 2017 Anish Kapoor
- 2018 Fabrizio Ferri
- 2019 David LaChapelle
- 2020 Paolo Roversi
- 2021 Daniel Buren